# Lê Tuấn Lộc
Lê Tuấn Lộc (sinh ngày 8 tháng 10 năm 1949, bút danh Lê Vũ Hạnh Phúc) là một nhà thơ, nhà văn Việt Nam, hội viên Hội Nhà văn, Hội Văn học nghệ thuật các dân tộc thiểu số Việt Nam.

## Tiểu sử
Lê Tuấn Lộc sinh năm 1949 tại xã Tân Khang, huyện Nông Cống tỉnh Thanh Hóa. Ông tốt nghiệp ngành Khai thác mỏ, trường Đại học Mỏ Địa chất Hà Nội năm 1972, công tác tại mỏ Chromite Cổ Định Thanh Hóa 20 năm.
Từ 1972 đến 1992: Phó Giám đốc Mỏ Chromite Cổ Định Thanh Hóa từ tháng 11 năm 1986. Học cao cấp lý luận chính trị dài hạn 2 năm 1989-1991 tại Học viện Chính trị Quốc gia Hồ Chí Minh, Nghiên cứu sinh và có học vị: Tiến sỹ từ tháng 11 năm 1996. Giám đốc mỏ Thiếc Bắc Lũng từ tháng 8 năm 1996. Lê Tuấn Lộc đã có 19 năm làm Phó Giám đốc và Giám đốc mỏ cơ chế Nhà nước ở Thanh Hóa và Tuyên Quang. Ông có 7 năm làm chuyên viên ở Tổng Công ty Vinaconex (Bộ Xây dựng), năm năm làm Viện trưởng Viện Khoa học Mỏ Địa Chất và Năng lượng mới thuộc Liên hiệp các Hội Khoa học Kỹ thuật Việt Nam.
Từ những văn 70 của thế kỷ XX, Lê Tuấn Lộc đã có thơ in trên báo Văn Nghệ và các báo Lao Động, báo Nhân Dân, tạp chí Văn nghệ Quân đội và các báo khác ở Trung ương và địa phương, được giới thiệu thơ trên sóng đài Tiếng nói Việt Nam. Tập thơ đầu tay đã xuất bản Hát lúc trăng lên là tập thơ có chủ đề về Mỏ và Văn học công nhân đã được đánh giá cao từ năm 1990. Ông đã từng là Tổng biên tập tạp chí Mỹ thuật Ứng dụng. Hiện nay, năm 2020, ông là Ủy viên Ban Văn học chuyên đề Hội Nhà văn Việt Nam khóa IX (2015-2020).

## Những tác phẩm văn học chính
1. Với quê hương (NXB Thanh Hóa 1986 – Thơ – in chung)[4]
2. Hát lúc trăng lên (tập thơ - NXB Thanh Hóa – 1990)[5]
3. Đường xa (tập thơ - NXB Văn hóa dân tộc, Hà Nội – 1995)[6]
4. Dưới bóng đa Tân Trào (tập thơ – NXB Văn học, Hà Nội – 1998)[6]
5. Thợ mỏ gặp nhau (tập thơ – NXB Văn hóa dân tộc, Hà Nội – 2000)[7]
6. Như thuở ban đầu (tập thơ – NXB Hội nhà văn, Hà Nội – 2001)
7. Cây mỗi hoa mỗi quả (tập thơ in chung – NXB VHDT, Hà Nội – 2002)
8. Thân phận (tập thơ – NXB Hội nhà văn, Hà Nội – 2004)[8]
9. Người núi – Người phố (tập thơ – NXB VHDT, Hà Nội – 2005)
10. Tôi người xứ Thanh (tập thơ – NXB Văn học Hà Nội – 2007)
11. Không tin về Hà Nội mà coi (tập thơ – NXB VHDT Hà Nội – 2009)
12. Ngày Xuân đi viếng cảnh chùa (tập thơ – NXB Hội Nhà văn, Hà Nội-2010)
13. Đi tìm vàng (tập thơ – NXB Lao động, Hà Nội – 2011)
14. Ngày về quê Thanh (tuyển tập ký - chủ biên - NXB Văn học 2014)
15. Minh Hiệu Tuyển tập (biên soạn - chủ biên - NXB Hội Nhà văn 2014)
16. 65 năm Thanh niên xung phong Thanh Hóa anh hùng (biên soạn - chủ biên - NXB GTVT, 2015)
17. Người đi đã trở về (Trường ca - NXB Hội Nhà văn, Hà Nội 2015)[9]
18. Ngàn Nưa ta ơi (Tập Thơ - NXB Hội Nhà văn, Hà Nội 2016)[5]
19. Như rừng hoa Tà Phình (tập thơ - NXB Văn hóa Dân tộc, Hà Nội 2017)[10]
20. Thơ và Thợ (tập thơ - NXB Hội Nhà văn, Hà Nội 2019)[11]
21. Với Quê Thanh (Tuyển tập Văn học nghệ thuật - Chủ biên - NXB Thanh niên, Hà Nội 2019)[12]
22. Người Xứ Thanh (Bút ký - NXB QĐND, Hà Nội 2020)[13]
23. Cảm ơn Người sông Mekong (Trường ca - NXB Hội Nhà văn 2022)[14]

## Giải thưởng chính về văn học
1. Huy chương bạc của Bộ Văn Hóa về kịch nói: Động cơ (1978)
2. Giải thưởng chính thức thơ Thanh Hóa năm 1980 của Hội Văn nghệ Thanh Hóa.
3. Giả ba, thơ Tuyên Quang, năm 1997 (Cuộc thi sáng tác: Tuyên Quang những gương mặt trẻ 1997)
4. Huy chương vì sự nghiệp Văn học Việt Nam, năm 2002 (Tặng thưởng của Liên hiệp các hội Văn học Nghệ thuật Việt Nam).
5. Giải ba (Không có giải nhất), tập thơ: Người núi – Người phố, năm 2005. Tặng thưởng của Hội VHNT các Dân tộc Thiểu số Việt Nam.
6. Giải nhì về thơ ngành mỏ VN trong cuộc thi thơ do Hội nhà văn VN và Tập đoàn than Khoáng sản VN (TKV) năm 2012.
7. Giải nhì về thơ 5 năm 2009-2014 trong cuộc vận động viết về Văn học công nhân cho tập thơ Đi tìm vàng, Nhà xuất bản Lao Động 2011. Giải thưởng Hội nhà văn VN và Tổng liên đoàn lao động VN.
8. Giải nhì (Không có giải nhất), Tập thơ Người đi đã trở về, Nhà xuất bản Hội Nhà văn 2015, Giải thưởng Hội Nhà văn VN và Bộ Giao thông Vận tải năm 2015.